# Order of the Star of India

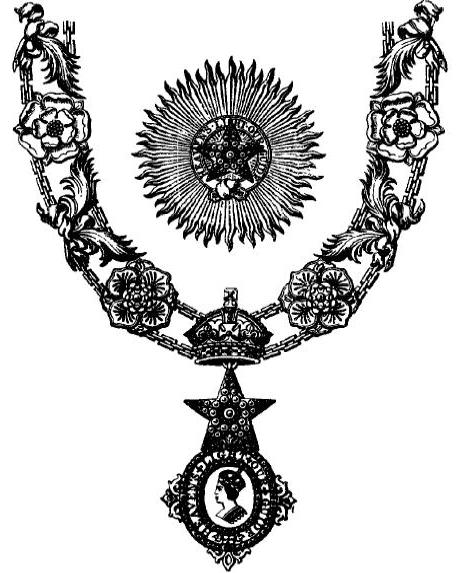
Insignien eines Knight Grand Commander des Order of the Star of India

Stern des Order of the Star of India

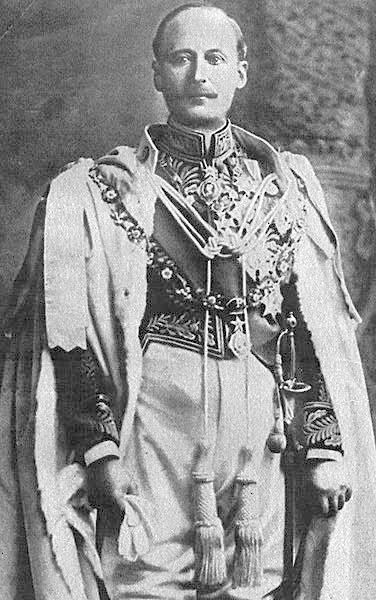
Lord Hardinge of Penshurst in der zeremoniellen Kleidung des Ordensgroßmeisters

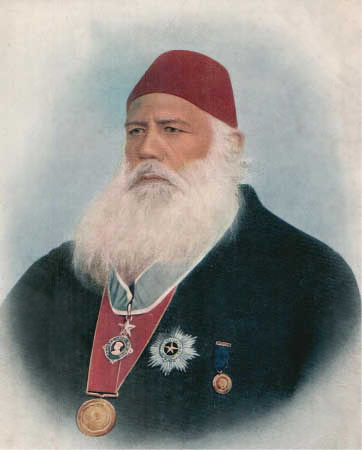
Sayyid Ahmad Khan mit Ordenszeichen (KCSI)

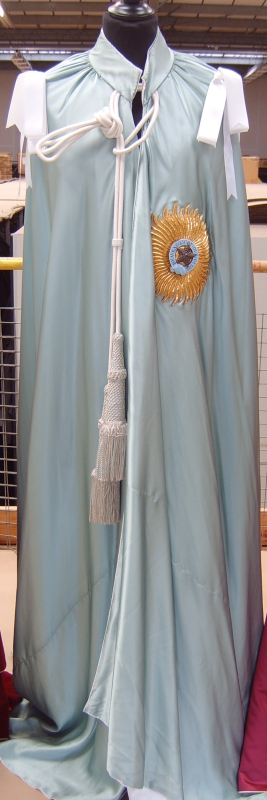
Ordensmantel

The Most Exalted Order of the Star of India ist ein britischer Ritterorden, der 1861 von Königin Victoria gegründet worden ist. Er war nach Alter und Stellung der höchste Orden Britisch-Indiens und der fünfthöchste des britischen Weltreichs.
Seit der Unabhängigkeit von Indien und Pakistan im Jahre 1947 ist die Mitgliedschaft im Orden nicht mehr verliehen worden, er existiert jedoch weiterhin. Einziges noch lebendes Mitglied ist König Charles III. als Souverän des Ordens. Der Orden steht an fünfter Stelle der zehn britischen Ritterorden, sein Wahlspruch lautet Heaven’s light our guide („Das Licht des Himmels leitet uns“).
Der Orden wurde gegründet, um indische Herrscher und hochrangige Beamte der britischen Verwaltung in Indien ehren zu können. Einige indische Staaten waren so wichtig, dass ihre Herrscher nahezu automatisch die höchste Ordensklasse verliehen bekamen (z. B. die Nizams von Hyderabad und die Maharadschas von Mysore).

## Ordensgliederung
Dem Orden stehen der Ordenssouverän (der jeweilige britische Monarch) und der Großmeister (Grand Master; kraft Amtes stets der Vizekönig von Indien) vor.
Der Orden hatte bei Gründung 1861 eine Klasse, die auf 25 Personen begrenzt war:
1. Knight Companion (KSI).

1866 wurde der Orden in folgende drei Klassen neu gegliedert:
1. Knight Grand Commander (GCSI), begrenzt auf 25 Personen;
2. Knight Commander (KCSI), begrenzt auf 50 Personen;
3. Companion (CSI), begrenzt auf 100 Personen.

Die Knights Companion, die zu diesem Zeitpunkt noch lebten, wurden am 24. Mai 1866 zu Knights Grand Commander erhoben.
In den Orden wurden insbesondere unter britischer Oberhoheit regierende indische Fürsten berufen, darunter auch Fürstinnen aus eigenem Recht. Diese wurden dann anders als in anderen Orden nicht als „Dame“, sondern, wie die Männer, als „Knight“ bezeichnet.

## Zeremonielle Kleidung und Insignien
Die Mitglieder des Ordens trugen zu wichtigen Anlässen, wie etwa der Krönung britischer Monarchen, eine eigene zeremonielle Kleidung, die von der Klasse abhängig war:
- Der Umhang wurde nur von den Knights Grand Commander getragen. Er war aus hellblauem Satin eingerahmt mit weißer Seide. Auf der linken Seite wurde der Bruststern (s. u.) getragen.
- Die Collane (Ordenskette), gleichfalls nur von Knights Grand Commander getragen, bestand aus Gold. Ihre Glieder waren abwechselnd als Lotusblüten, roten und weißen Rosen und Palmzweige ausgebildet, jeweils mit der Imperial State Crown in der Mitte.

Zu weniger wichtigen Anlässen wurden einfachere Insignien benutzt:
- Der Bruststern wurde nur von den Knights Grand Commander und von den Knights Commander auf der linken Brust getragen. Er wies abwechselnd 26 große und 26 kleinere Strahlen auf. Der Stern der Knights Grand Commander war aus Gold und kreisförmig, derjenige für Knights Commander silbern und achtstrahlig. In der Mitte des Sterns befand sich ein blaues Band, in dem das Motto des Ordens wiedergegeben wurde. Im Zentrum dieses Bandes wiederum war ein fünfstrahliger Stern, der bei Knights Grand Commander mit Diamanten besetzt war.
- Das Ordenszeichen wurde als Einziges von allen Mitgliedern des Ordens getragen. Es wurde an einem hellblauen Band mit weißen Rändern getragen. Knights Grand Commander trugen das Ordenszeichen an einer Schärpe, die über die rechte Schulter zur linken Hüfte getragen wurde. Knight Commander und Companions trugen es an dem Band als Halsorden. Das Ordenszeichen selbst war ein ovales Medaillon mit dem Bild des Souveräns umgeben von dem oben beschriebenen Band mit dem Wahlspruch des Ordens. Das Medaillon wurde mit dem Band verbunden durch einen fünfstrahligen Stern, der bei den Knights Grand Commander ebenfalls mit Diamanten besetzt war.

Anders als bei der Mehrzahl der britischen Ritterorden hatte man bei den Insignien bewusst auf die Verwendung des christlichen Symbols des Kreuzes verzichtet, um die Akzeptanz des Ordens bei indischen Nicht-Christen zu erleichtern.

## Hierarchie und Privilegien
Die Mitglieder des Ordens hatten eine Position in der Protokollarischen Rangordnung im Vereinigten Königreich (Order of Precedence), einer Liste, in der die eingetragenen Personen nach ihrer nominellen Bedeutung eingeordnet sind und die bei zeremoniellen Ereignissen eine wichtige Rolle spielt. Ehefrauen männlicher Mitglieder wurden dort ebenfalls aufgenommen; ebenso Söhne, Töchter und Schwiegertöchter von Knights Grand Commander und Knights Commander. Verwandte eines weiblichen Mitgliedes erhielten demgegenüber keine Einordnung in die Liste.
Mit der Erhebung zum Knight Companion, Knight Grand Commander und Knight Commander war für Untertanen des Souveräns der Ritterschlag und damit die Erhebung in den persönlichen Adelsstand verbunden und damit die Befugnis, das Prädikat „Sir“ vor ihrem Vornamen zu führen; weibliche Knights Grand Commander und die Knights Commander durften das Prädikat „Lady“ vor ihrem Vornamen führen; Ehefrauen von Knights Grand Commander und Knights Commander durften den Höflichkeitstitel „Lady“ vor ihrem Familiennamen führen; ein vergleichbares Privileg bestand für die Ehemänner der weiblichen Knights nicht. Vielen Ordensritter führten statt dieser Prädikate die mit ihren höherrangigen Adelstiteln verbundenen Titel bzw. Prädikate. Wurden Ausländer in den Orden aufgenommen, die keine Untertanen des Souveräns waren, erfolgte die Aufnahme ehrenhalber (als Honorary Knight Grand Commander bzw. Honorary Knight Commander) und war nicht mit einer Nobilitierung verbunden.
Alle Ordensmitglieder sind bzw. waren berechtigt je nach ihrer Ordensklasse als Post-Nominals die Buchstaben KSI, GCSI, KCSI oder CSI anzuhängen.
Knights Grand Commander waren befugt, in ihr Wappen Schildhalter aufzunehmen. Sie durften außerdem einen Reif, der das Ordensmotto zeigte, und eine Abbildung der Collane in ihr Wappen aufnehmen. Knights Commander und Companions durften in ihrem Wappen nur den Reif, nicht jedoch die Ordenskette zeigen.

## Bekannte Ordensmitglieder
- Arthur, Duke of Connaught and Strathearn, GCSI
- Sir Joseph Dalton Hooker, GCSI
- Louis Mountbatten, 1. Earl Mountbatten of Burma, GCSI
- Frederick Roberts, 1. Earl Roberts, GCSI
- Sir Ganga Singh, 21. Maharadscha von Bikaner, GCSI
- Archibald Wavell, 1. Earl Wavell, GCSI
- Ahmad al-Dschabir as-Sabah, KCSI
- Colin Campbell, 1. Baron Clyde, KSI
- Harold Alexander, 1. Earl Alexander of Tunis, CSI
- Sir Claude Auchinleck, CSI
- Sir Albert Abdullah David Sassoon, CSI
- Jagadish Chandra Bose, CSI
- Lionel Dunsterville, CSI